# Prunier (marque)
 (novembre 2024).
Si vous disposez d'ouvrages ou d'articles de référence ou si vous connaissez des sites web de qualité traitant du thème abordé ici, merci de compléter l'article en donnant les références utiles à sa vérifiabilité et en les liant à la section « Notes et références ».
 (novembre 2024).
L'article doit être relu — et modifié si nécessaire — par des contributeurs indépendants pour apporter un regard critique aux contributions effectuées en violation des conditions d'utilisation de Wikipédia, tant sur la forme (notamment concernant le style encyclopédique, la proportionnalité) que sur le fond (la neutralité de point de vue, la qualité et l'indépendance des sources).
 (novembre 2024).
Pour les articles homonymes, voir Prunier (homonymie).
Prunier est une marque française spécialisée dans le caviar, l'épicerie fine et les produits de la mer.
Fondée en 1872 par Alfred Prunier, la maison est d'abord reconnue pour ses restaurants parisiens avant de devenir une référence dans l'univers du caviar.

## Marchés
Prunier dispose d’un restaurant historique, aujourd’hui nommé Prunier par Yannick Alléno, situé au 16 avenue Victor Hugo (16e arrondissement), à l’angle de la rue de Traktir. La maison possède également une boutique au 15 Place de la Madeleine (8e arrondissement), une autre à l’aéroport Roissy Charles de Gaulle, ainsi que deux boutiques à Tokyo, au Japon.